# Фьолс
Вижте пояснителната страница за други значения на Фьолс.
Фьолс (на немски: Völs) е селище в Западна Австрия. Разположено е в окръг Инсбрук на провинция Тирол около река Ин. Надморска височина 574 m. Първите сведения за селището датират от 1188 г. Има жп гара. Отстои на 8 km западно от провинциалния център град Инсбрук. Население 6573 жители към 1 април 2009 г.